# Синаспизмос

Логотип Коалиции левых и прогресса (1991-2003)

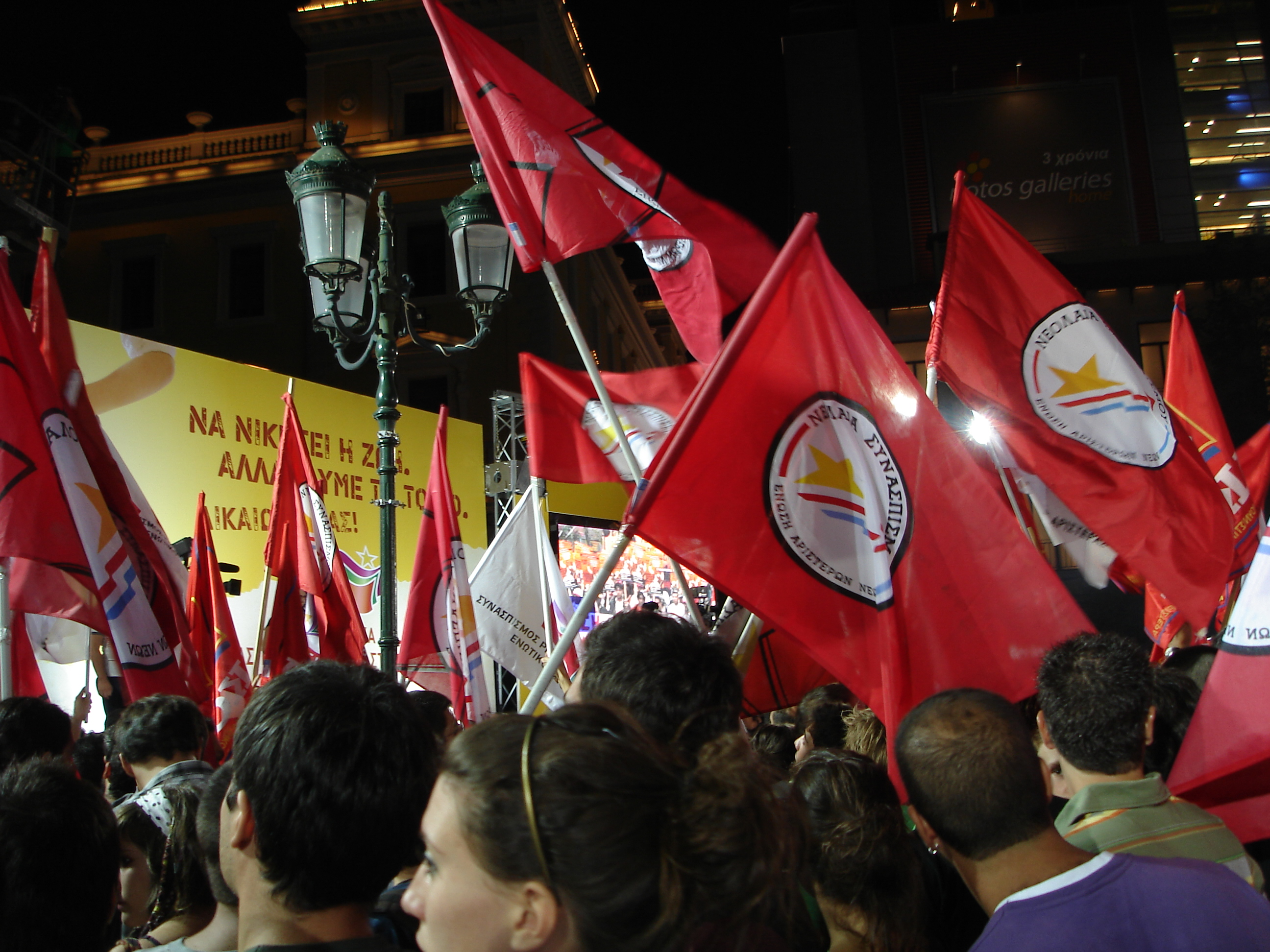
Молодёжь — сторонники Синаспизмос на демонстрации СИРИЗА. 2007 год.

Коалиция левых и экологических движений (Коалиция левых движений и экологии; греч. Συνασπισμός της Αριστεράς των Κινημάτων και της Οικολογίας, Синаспизмос тис Аристерас тон Киниматон каи тис Икологиас), сокращённо известная как Синаспизмос (Синазпизмос; Συνασπισμός) или СИН (ΣΥΝ), — радикальная социалистическая партия новых левых в Греции. Преобразованная в партию из электорального альянса в 1991 году, до 2003 года носила название Коалиция левых и прогресса (греч. Συνασπισμός της Αριστεράς και της Προόδου). Синаспизмос являлся крупнейшей партией и ядром Коалиции радикальных левых (СИРИЗА) до самого её преобразования в единую партию в 2012—2013 годах.

## История
Современная партия Синаспизмос является преемницей Единой демократической левой партии и существовавшей в 1980-х годах избирательной коалиции двух крупнейших греческих коммунистических партий — просоветской Коммунистической партии Греции (КПГ, греческая аббревиатура KKE) и еврокоммунистических «Греческих левых», образовавшихся после раскола Коммунистической партии Греции (внутренней) в 1986 году. Распад СССР и участие компартий в коалиции с консервативной партии «Новая демократия» вызвали брожение в среде греческих левых, занимавших заметное место в политической жизни страны. Сталинистское большинство в КПГ обвинило своих оппонентов внутри партии в «ревизионизме» и стремлении «растворить партию в Синаспизмос», после чего исключило противников «жёсткой линии» из партии (включая 45 % членов ЦК и генерального секретаря Григориоса Фаракоса) и покинуло электоральную коалицию.
События подтолкнули исключённых из КПГ и остальные партии коалиции к переформатированию Синаспизмос в единую политическую партию (1991 год). На парламентских выборах 1993 года СИН не хватило 2 000 голосов до 3%-ного барьера, необходимого для прохождения в парламент Греции. Однако в следующем году, на выборах в Европейский парламент 1994 года, Синаспизмос достиг пика электоральной поддержки — 6,26 % голосов избирателей.
На парламентских выборах 2000 года к СИН присоединились «Обновлённая коммунистическая экологическая левая» (AKOA), правопреемница той части еврокоммунистической Коммунистической партии Греции (внутренней), которая не вошла в Синаспизмос при основании партии, и небольшая группа экологистов. После выборов несколько членов Национального комитета, выступавших за сближение с социал-демократической ПАСОК, выставили партийному большинству обвинения в «неокоммунистическом повороте» и сформировали недолговечную партию AEKA.
В 2001 году оформилось «Пространство для диалога за единство и совместные действия левых» (греч. Χώρος Διαλόγου για την Ενότητα και Κοινή Δράση της Αριστεράς). «Пространство» объединило различные левые организации, разделявшие, несмотря на исторические и идеологические расхождения, единое видение по ряду вопросов, актуальных для Греции конца 1990-х годов: неприятие приватизации социальной сферы и национализированных предприятий, защита социальных и трудовых прав, осуждение Косовской войны и т. д. В рамках «Пространства» сложился единый фронт организаций, сотрудничавших в борьбе против неолиберальных реформ пенсионной сферы и социального страхования, противостоянии новым «антитеррористическим» законам, а также в подготовке греческой делегации альтерглобалистов к участию в международных протестах против саммита «Большой восьмёрки» в Генуе.
Результатом объединительных процессов стало формирование к январю 2004 года единой политической платформы, ставшей основой для Коалиции радикальных левых (СИРИЗА), в которую вошли:
- Синаспизмос (СИН);
- Обновлённая коммунистическая экологическая левая (AKOA);
- Движение за единство действий левых (ΚΕΔΑ);
- Интернационалистская рабочая левая (ΔΕΑ);
- «Активные граждане» Манолиса Глезоса;
- Независимые левые активисты.

По результатам парламентских выборов 2004 года в парламент Греции прошли шесть представителей СИРИЗА, все из которых были членами Синаспизмос. Меньшие партии безуспешно требовали уступить одно из депутатских мест Яннису Баниасу из Обновлённой коммунистической экологической левой, что стало причиной нарастания трений внутри Коалиции. В результате, через три месяца после парламентских выборов Синаспизмос пошёл на выборы в Европарламент 2004 года независимо, а часть его партнёров по СИРИЗА поддержали феминистский список «Женщины за другую Европу» (греч. Γυναίκες για μια άλλη Ευρώπη).
Конец кризису Коалиции радикальных левых положил IV съезд Синаспизмос, проходивший в декабре 2004 года. На нём подавляющее большинство делегатов поддержало возрождение Коалиции. Новым председателем партии вместо Никоса Констатопулоса (в 2010 году возглавившего футбольный клуб «Панатинаикос») был избран активный сторонник широкого леворадикального объединения Алекос Алаванос. Алаванос рекомендовал в качестве кандидата в мэры Афин 30-летнего Алексиса Ципраса, представителя нового поколения греческих политиков.
22 июня 2007 года Синаспизмос и меньшие партии-участницы СИРИЗА подписали совместную Декларацию Коалиции радикальных левых, в которой очертили основы их политического союза и его предвыборную программу. Состав Коалиции расширился: в июне к ней присоединились маоисты из Коммунистической организации Греции, а в августе — энвайроменталисты из Экологического действия и демократические социалисты из Демократического социального движения (ДИККИ). В июне 2008 года к СИРИЗА присоединилась местная секция КРИ — «Ксекинима — Социалистическая интернационалистская организация».
После того, как 27 ноября 2007 года Алаванос объявил, что из-за проблем со здоровьем не будет выдвигаться председателем Синаспизмос на очередной срок, на его место на V съезде партии 10 февраля 2008 года был избран Алексис Ципрас. Алаванос возглавил парламентскую фракцию СИРИЗА, а Ципрас остался в муниципалитете Афин.
В декабре 2008 года Синаспизмос и СИРИЗА участвовали в молодёжных акциях протеста, начавшихся после убийства полицией 15-летнего Александроса Григоропулоса, а в 2009—2010 годах — в общенациональной забастовке и демонстрациях протеста против антисоциальных мер правительства.

## Идейно-политические установки
Синаспизмос определяет себя как «радикальная левая партия, вдохновляемая идеями обновления и возрождения коммунистического и широкого левого движения в Греции и во всей Европе. Он также стремится объединить в стратегический союз левое и экологическое движения. Организационная культура партии была обогащена активным участием в движении против неолиберальной капиталистической глобализации»
Партия использует идейное наследие Карла Маркса, В. И. Ленина, Розы Люксембург, Антонио Грамши, Луи Альтюссера, Никоса Пуланзаса и других марксистских теоретиков.
Из известных общественных деятелей в поддержку Синаспизмос высказывались сейсмолог Вассилис Папазахос, писатель и публицист Периклис Коровесис, известный своими интернационалистскими взглядами спортивный комментатор Георгиос Хелакис, микробиолог, выходец из турецкой общины Мустафа Мустафа и композитор Микис Теодоракис, в 2004 году предлагавший Синаспизмос и КПГ идти на выборы единым фронтом.

## Платформы
Синаспизмос, как и созданная при его участии Коалиция радикальных левых, стремится сохранять демократизм и «зонтичную структуру», объединяя людей с различным прошлым, отличающимися мировоззренческими и теоретическими взглядами. Члены СИН могут формировать внутрипартийные «тенденции» (платформы) по идеологическому признаку. Платформы ведут открытые дискуссии и публикуют свои издания, но не имеют права противодействовать реализации решений, принятых большинством партии. Важность платформ проявляется на съездах, где они представляет своё видение партийной стратегии и свой список кандидатов в Национальный комитет.
В Синаспизмос входят следующие платформы:
- «Инициатива за переформатирование левых» (марксисты-евроскептики, сторонники сотрудничества с Коммунистической партией Греции) — занимает в партии левые позиции;
- «Красно-зелёная сеть» (марксисты-экосоциалисты, сторонники привлечения леворадикальных активистов извне СИРИЗА) — левая;
- «Левая тенденция» (неомарксисты, в частности, сторонники структуралистского марксизма) — левоцентристская;
- «Обновленческое крыло» («Ананеотики»; радикальные социал-демократы, сторонники сотрудничества с Всегреческим социалистическим движением) — правая.

С 2004 года «Левая тенденция», «Инициатива» и «Красно-зелёная сеть» объединены в т. н. «Левое большинство», в целом определяющее направление развития партии.
Реформистское социал-демократическое крыло Синазписмос («Ананеотики»), добивавшееся роспуска СИРИЗА, портерпело поражение на VI съезде партии в июне 2010 года. В результате, его сторонники покинули СИН и основали левоцентристскую и проевропейскую партию «Демократические левые». В неё перешли четверо из шести представлявших платформу депутатов парламента Греции, включая возглавившего её опытного политика Фотиса Кувелиса и диджея Григориса Псарианоса. На местных выборах 2010 года мэром Афин был избран выдвинутый «Демократическими левыми» независимый кандидат — профессор конституционного права Йоргос Каминис, набравший во втором туре 52 % голосов.

## Международные связи

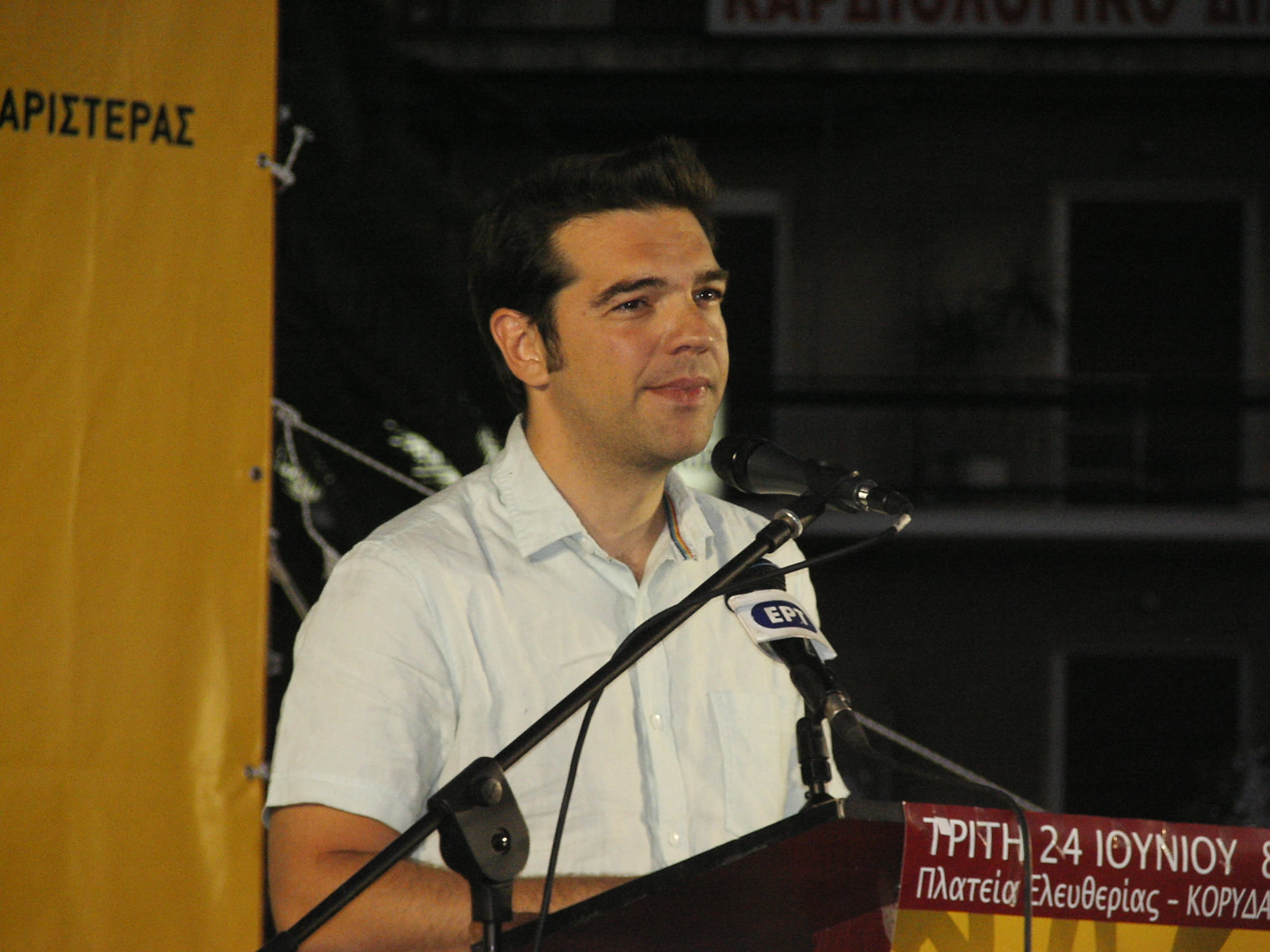
Нынешний председатель партии Алексис Ципрас

В качестве партии Синаспизмос представлен в парламенте Греции (с 1996 года) и Европейском парламенте (с 1994 года). С 1996 года и до подъёма ультраправого Народного православного призыва на выборах 2009 года Синаспизмос был четвёртой партией в греческом парламенте. По уровню представительства на местном уровне партия остаётся третьей по стране.
На европейском уровне партия участвует в Партии европейских левых. Более того, 29-30 октября 2005 года Синаспизмос принимал у себя I съезд европейских левых, на котором была принята Афинская декларация европейских левых, ставшая манифестом ПЕЛ. В Европарламенте Синаспизмос входит в группу «Европейские объединённые левые/Лево-зелёные северных стран» (в 1999—2004 годах наряду с ним Грецию во фракции европейских левых представляло Демократическое социальное движение).
Синаспизмос проявил себя как организатор Греческого социального форума, существующего с 2002 года, и IV Европейского социального форума, состоявшегося в мае 2006 года в Афинах.
Синаспизмос поддерживает связи с многими левыми движениями, включая партнёров по Партии европейских левых, немецких Левых, турецкую Партию свободы и солидарности, португальский Левый блок, французскую Новую антикапиталистическую партию, Единую социалистическую партию Венесуэлы и Коммунистическую партию Кубы.

## Молодёжное крыло
«Молодёжь Синаспизмос» (Νεολαία ΣΥΝ, Неолайя СИН) независима от партийной структуры. В 1990-х носила название «Левая молодёжная лига» (Ένωση Aριστερών Νέων). Молодёжка Синаспизмос пользуется значительным влиянием в среде студентов и представлена в большинстве студенческих советов и профсоюзов в стране. «Молодёжь Синасписмос» участвует в Европейской сети демократической левой молодёжи.

## Учреждения и СМИ
Синаспизмос связан со следующими учреждениями и СМИ:
- Институт политических исследований Никоса Пуланзаса;
- Архив современной социальной истории (ΑΣKI);
- Ежедневная газета «Авги» («ΑΥΓΗ», «Рассвет»);
- Афинская радиостанция «105.5 FM — Στο Κóκκινο» («В красном»).

## Руководство
- В качестве электоральной коалиции:
  - 1989—1991: председатель Харилаос Флоракис, секретарь Леонидас Киркос
  - 1991: председатель Мария Даманаки, секретарь Фотис Кувелис

- В качестве партии:
  - 1991—1993: председатель Мария Даманаки, секретарь отсутствует
  - 1993—2004: председатель Никос Константопулос, секретарь отсутствует
  - 2004—2008: председатель Алекос Алаванос, секретарь Никос Хунтис
  - с 2008: председатель Алексис Ципрас, секретарь Димитрис Вицас (с июля 2009)

## Участие ввыборах
| 1993 | Парламент             | 202 887 | 2,94 | 0  |
| 1994 | Европейский парламент | 408 066 | 6,26 | 2  |
| 1996 | Парламент             | 347 051 | 5,12 | 10 |
| 1999 | Европейский парламент | 331 928 | 5,16 | 2  |
| 2000 | Парламент             | 219 880 | 3,20 | 6  |
| 2004 | Парламент             | 241 539 | 3,30 | 6  |
| 2004 | Европейский парламент | 254 447 | 4,16 | 1  |
| 2007 | Парламент             | 361 059 | 5,04 | 14 |
| 2009 | Европейский парламент | 240 930 | 4,70 | 1  |
| 2009 | Парламент             | 315 627 | 4,60 | 13 |